# بنجامين شيرمان
بنجامين شيرمان (بالإنجليزية: Benjamin Sherman)‏ هو منافس ألعاب قوى أمريكي، (ولد في بالستون في الولايات المتحدة 1881  م).

## وصلات خارجية
- بنجامين شيرمان على موقع الاتحاد الدولي لألعاب القوى (الإنجليزية)
- بنجامين شيرمان على موقع أوليمبيديا (الإنجليزية)